# Maurice R. Greenberg
Maurice Raymond “Hank” Greenberg (nacido el 4 de mayo de 1925) es un ejecutivo empresarial estadounidense y expresidente y director ejecutivo de American International Group (AIG).

## Primeros años y educación
Greenberg nació en una familia judía en Greenwich Village, ciudad de Nueva York. Su padre, Jacob Greenberg, murió cuando Hank tenía seis años y su madre, Ada Rheingold, se casó con un lechero.
Greenberg sirvió en el Ejército de los Estados Unidos en Europa durante la Segunda Guerra Mundial, participando en la Operación Overlord en Normandía, el liberación de la concentración de Dachau campo, y en la guerra de Corea, ascendiendo al rango de capitán. Recibió la Bronce Estrella, y la Legión de Honor francesa como resultado de su servicio militar en el teatro europeo de la Segunda Guerra Mundial.
Greenberg asistió a la Universidad de Miami, donde fue miembro de la fraternidad Sigma Alpha Mu, y recibió su licenciatura en 1948.En 1950, obtuvo su título en Derecho de la Facultad de Derecho de Nueva York. Fue admitido en el Colegio de Abogados de Nueva York en 1953, pero no ejerció la abogacía. Ostenta títulos honorarios de Brown University, Middlebury College, Facultad de Derecho de Nueva York y The Rockefeller Universidad.

## Carrera
En 1962, Greenberg fue nombrado por el fundador de AIG, Cornelius Vander Starr, como jefe de las participaciones norteamericanas de AIG después de trabajar para Continental Casualty Company, una unidad de CNA en Chicago. En 1968, Starr eligió a Greenberg como su sucesor. Greenberg ocupó el cargo hasta marzo de 2005, cuando se retiró de AIG y fue reemplazado por Martin J. Sullivan. Greenberg era un amigo social y cliente de Henry Kissinger. En 1987, nombró a Kissinger presidente del Consejo Asesor Internacional de AIG.
En 2008, apareció en Good Morning America de ABC, criticando a la junta directiva de AIG. En una entrevista con la revista Reactions en marzo de 2010, serializada en tres partes, Greenberg declaró que no aprobaba la estrategia de AIG de vender activos no esenciales para pagarle a los Estados Unidos. gobierno de los Estados Unidos, y creía que los términos bajo los cuales AIG tenía acceso a los fondos de rescate debían ser renegociado.

### C.V. estrella
Es presidente y director ejecutivo de C.V. Starr, una organización global de seguros e inversiones que lleva el nombre del fundador de AIG, Cornelius Vander Starr. Se incorporó al C.V. Starr como vicepresidente en 1960 y se le asignaron las responsabilidades adicionales de presidente de American Home Assurance Company en 1962. Fue elegido director de C.V. Starr en 1965, presidente y director ejecutivo en 1968 y continúa en ese cargo. Greenberg también es presidente de la junta directiva y director general de Starr International Company Inc. C.V. Starr y Starr International se conocen colectivamente como Starr Companies. Greenberg fue nombrado el ejecutivo empresarial más conectado de Nueva York por Crain's New York Negocios.
En febrero de 2014, Greenberg lideró un grupo a través de Starr Investment Holdings que adquirió el procesador de reclamaciones de seguros médicos MultiPlan Inc. por alrededor de 4.400 millones de dólares. Este grupo, el 5 de mayo, En 2016, vendió MultiPlan Inc. a Hellman & Friedman por aproximadamente 7.500 millones de dólares.

### Cuestiones legales
En agosto de 2009, U.S. La Comisión de Bolsa y Valores acusó a Greenberg por su participación en supuestas transacciones contables fraudulentas que inflaron las finanzas de AIG. Sin conceder ni negar los cargos de la SEC, Greenberg acordó pagar 15 millones de dólares en multas.
El Procurador General de Nueva York presentó cargos de fraude civil contra Greenberg en mayo de 2005, acusándolo de participar en fraude para exagerar las finanzas de AIG. El 13 de septiembre de 2016, el caso de fraude contra Greenberg llegó a juicio en un tribunal estatal en Lower Manhattan. El abogado litigante del estado de Nueva York dijo que se necesitaba un veredicto de culpabilidad para "enviar un mensaje a los directores ejecutivos de otras empresas" de que "no se puede hacer este tipo de cosas". El caso se resolvió el 10 de febrero de 2017, sujeto a un acuerdo en el que Greenberg admitió haber cometido fraude y acordó pagar 9 millones de dólares.
A finales de 2011, Starr International de Greenberg anunció una demanda contra el gobierno federal. Según Reuters, la demanda solicitaba 55.500 millones de dólares en daños y perjuicios contra el gobierno derivados del rescate financiero de AIG por parte del gobierno en 2008. Después de un juicio en el otoño de 2014, el Tribunal de Reclamaciones Federales dictaminó en junio de 2015 que el gobierno federal actuó sin autoridad, pero no otorgó ninguna indemnización. En apelación, El Tribunal de Apelaciones del Circuito Federal de los Estados Unidos desestimó el caso original, dictaminando que Starr carecía de legitimación para presentar el caso, sosteniendo esa legitimación pertenecía únicamente a AIG, que no había demandado. La Corte Suprema se negó en 2018 a revisar el caso.
En noviembre de 2012, un tribunal de Manhattan desestimó las afirmaciones de Greenberg de que el Banco de la Reserva Federal de Nueva York violó sus deberes fiduciarios para con los accionistas de AIG. El fallo fue confirmado en el tribunal de apelaciones en enero de 2014.
En julio de 2013, Greenberg presentó una demanda civil contra el Fiscal General de Nueva York Eliot Spitzer alegando que Spitzer hizo repetidas declaraciones difamatorias contra él. En noviembre de 2020, un juez desestimó el caso de difamación de Greenberg. contra Spitzer.
En diciembre de 2013, Greenberg presentó una denuncia ante la Comisión Conjunta de Ética Pública del Estado de Nueva York alegando que el Fiscal General del Estado de Nueva York Eric Schneiderman había violado la ley de funcionarios públicos del estado al hacer comentarios despectivos sobre él que potencialmente podrían manchar a una selección del jurado en cualquier juicio.

## Posiciones públicas
En 1990, Greenberg fue designado por Zhu Rongji, entonces alcalde de Shanghái, para ser el primer presidente del Consejo Asesor de Líderes Empresariales Internacionales del alcalde de Shanghái. En 1994, Greenberg fue nombrado asesor económico principal del gobierno municipal de Beijing. Fue galardonado con el premio "Ciudadano Honorario de Shanghai" en 1997. Es miembro del consejo asesor de la Escuela de Economía y Gestión de Tsinghua, miembro del Consejo Asesor Internacional de la Fundación de Investigación para el Desarrollo de China y del Banco de Desarrollo de China. Greenberg fue nombrado miembro del Consejo de Asesores Internacionales del Jefe Ejecutivo de Hong Kong de 1998 a 2005. Es miembro del Consejo Empresarial Estados Unidos-China, presidente honorario de la Fundación Política Estados Unidos-China y es vicepresidente de la junta directiva de la Comité Nacional de Relaciones entre Estados Unidos y China. Greenberg forma parte del comité directivo de la Fundación de Intercambio China-Estados Unidos. La beca Maurice "Hank" Greenberg, administrada en su nombre por el US-China Education Trust, apoya los estudios de diez estudiantes chinos de familias de bajos ingresos cada año en la Universidad de Yunnan. Greenberg recibió la Medalla de la Amistad por su contribución a la reforma de China por parte del presidente Xi Jinping en 2018.
En julio de 2022, Greenberg anunció la fundación de un grupo compuesto por altos líderes empresariales y políticos estadounidenses que comparten la opinión de que Estados Unidos debería interactuar de manera más constructiva con China. Greenberg declaró: "El deterioro de la situación entre Estados Unidos ha desestabilizado la relación bilateral más importante del mundo", y el nuevo grupo tiene como objetivo "ayudar a fomentar un intercambio significativo pero franco entre los gobiernos de Estados Unidos y China sobre temas de interés mutuo.
Es presidente fundador del Comité Empresarial Estados Unidos-Filipinas, presidente emérito del Consejo Empresarial Estados Unidos-ASEAN y presidente del Consejo Empresarial Estados Unidos-Corea. Greenberg ha formado parte de la junta de directores de la Bolsa de Valores de Nueva York, el Comité Asesor del Presidente para Políticas y Negociaciones Comerciales y la Business Roundtable y es miembro de la Junta de Directores del Instituto Peterson de Economía Internacional. Fue director del Banco de la Reserva Federal de Nueva York de 1988 a 1995 y se desempeñó como su presidente 1994-1995. Fue galardonado con el premio "CEO del año 2003" por Revista Chief Executive.
Greenberg fue vicepresidente y director del Consejo de Relaciones Exteriores y miembro de la Comisión Trilateral. Es expresidente y actual administrador de la Asia Society, administrador emérito de la Universidad Rockefeller y administrador honorario del Museo de Arte Moderno. Greenberg es presidente emérito de la junta directiva del New York-Presbyterian Hospital y se unió a la junta en 1979. Sirve como miembro de la junta de supervisores de la Weill Cornell Medical College de la Universidad de Cornell, como fideicomisario vitalicio de la Universidad de Nueva York, fideicomisario de la Facultad de Gestión de Riesgos, Seguros y Ciencias Actuariales y es el presidente de la Fundación de la Compañía de Desarrollo de Medicina Académica (AMDeC). Greenberg también se desempeña como miembro del Consejo Presidencial sobre Actividades Internacionales de la Universidad de Yale. y en la junta directiva del Manhattan Institute for Policy Research. Es el expresidente de The National Interest. Está en la junta directiva del Comité Internacional de Rescate, es un ex administrador del Museo Americano de Historia Natural y participa activamente en varias otras organizaciones cívicas y caritativas. Como presidente de La Fundación Starr, Greenberg supervisa el desembolso de importantes apoyos financieros a instituciones académicas, médicas, culturales y de políticas públicas.

### Incidente con Mahmoud Ahmadinejad
Greenberg ganó visibilidad cuando chocó con Mahmoud Ahmadinejad por la negación del Holocausto por parte del presidente iraní. El 20 de septiembre de 2006, el Consejo de Relaciones Exteriores organizó una pequeña reunión de miembros selectos del consejo con Ahmadinejad, quien comenzó diciendo que necesitamos "seguir estudiando" si sucedió. Según David E. Sanger, corresponsal jefe en Washington de The New York Times, Greenberg escuchó durante quince minutos mientras Ahmadinejad Continuó hablando de los palestinos, de la Segunda Guerra Mundial y de si Los asesinatos del Holocausto habían ocurrido. Sanger escribe,
"Entonces habló Hank Greenberg, que había estado hirviendo lentamente durante toda la noche. Había sido un joven soldado al final de la guerra y participó en la liberación de los campos. "Pasé por Dachau durante la guerra y Lo vi con mis propios ojos'". El presidente Ahmadinejad respondió preguntando si Greenberg tenía edad suficiente para haber participado en la liberación de Dachau. "Me gustaría una respuesta sobre si cree que ocurrió el Holocausto", insistió Greenberg. A lo que Ahmadinejad respondió: "Creo que deberíamos permitir que se realicen estudios más imparciales sobre esto".

## Participación política
Greenberg es un donante republicano. Donó a la candidatura presidencial de Mitt Romney.
En las primarias presidenciales del Partido Republicano de 2016, donó 10 millones de dólares para apoyar la campaña presidencial de Jeb Bush, 2016 y en un momento posterior también donó $5 millones al Conservative Solutions PAC que apoyó a la campaña de Marco Rubio.

## Becas de Maurice R. Greenberg
Hay varias becas Maurice R. Greenberg:
- Cátedra Maurice R. Greenberg de Estudios de China, Consejo de Relaciones Exteriores (beca principal).[31]
- Programa Mundial de Becarios Maurice R. Greenberg, Universidad de Yale

## Vida personal
Greenberg se casó con Corinne Phyllis Zuckerman en 1950 y permanecieron juntos hasta su muerte a los 95 años el 17 de marzo de 2024. Tienen cuatro hijos:
- Jeffrey W. Greenberg, expresidente y director ejecutivo de Marsh & McLennan Companies, presidente y CEO de Aquiline Capital Partners, que fundó en 2005 en Nueva York.[32]
- Evan G. Greenberg, presidente y director ejecutivo de Chubb Ltd y Chubb Group.
- L. Scott Greenberg, capitalista de riesgo en Nueva York.
- Cathleen Greenberg London, médica.

## Obras de Hank Greenberg y cosas sobre el
Greenberg y Lawrence A. Cunningham escribieron La historia de AIG, publicada en 2013. La carrera de Greenberg se narra en el libro de 2006 Fallen Giant: The Amazing Story of Hank Greenberg and the History of AIG. Él y su hijo, Jeffrey, también se mencionan en el libro de 2011 Todos los demonios están aquí: la historia oculta de la crisis financiera. Se analiza a Greenberg en el libro de 2011, Gestión patrimonial: banca privada, decisiones de inversión y productos financieros estructurados

## Premios
- 2015: Comandante de la Legión de Honor
- 2014: Legión de Honor
- 2009: Medalla de la Doble Hélice[26]
- 1952: Medalla Estrella de Bronce, por su servicio en la guerra de Corea.

## Lectura adicional
- "Greenberg and Sons", Revista Fortune, 21 de febrero de 2005.
- Reseña: James Freeman, "Insurer to the World", Wall Street Journal, 6 de febrero de 2013